# Maurica breveti
Maurica breveti is een vlinder uit de familie van de spinneruilen (Erebidae), onderfamilie beervlinders (Arctiinae). De wetenschappelijke naam is gepubliceerd in 1882 door Oberthür.
Deze nachtvlinder komt voor in Europa.